# Илирски језик
Илирски језик је изумрли језик Илира, хетерогене групе племена и племенских савеза трачко-илирске гране етно-лингвистичке породице, познатих у старом вијеку на подручјима од Панонске низије па до обала Јадранског мора, јужне Италије и Епира.

## Извори о илирскоме језику
Док је историја Илира као народа добро документована (постоји велик број археолошких артефаката), није остао сачуван нити један једини писани документ написан на илирскоме језику. Стога се о овоме језику поуздано зна јако мало:
- знају се неке ријечи, ако је вјеровати античким грчким изворима да су те ријечи вјерно сачували.[2]
- сва остала запажања предмет су историјске анализе и свих њених недостатака у ситуацији гдје одговарајућих извора нема.

## Један или више језика
Нема лингвистичких доказа да су сви становници Илирика у предримско доба говорили једним језиком. Зато је умјесто израза »илирски језик« или »језик Илира« боље говорити о »језику или језицима Илирика«, односно о »илиричким језицима«. Из доба прије романизације на цијелом подручју Илирика није пронађен ни један натпис на неком аутохтоном језику. Натпис на прстену из мјеста Каљаја Делмачес у данашњој Албанији, за који се дуго вјеровало да представља једини текст на »илирском« језику, заправо је на византијском грчком. Једини језични остаци из предримскога доба на цијелом подручју од Истре до Епира стога су имена мјеста (топоними) и људи (антропоними). Већина је антропонима забиљежена на надгробним натписима из римскога доба, а њихови су носитељи били романизовани становници Илирика који су задржали неримска имена. Осим тога, сачувано је и неколико глоса, ријечи за које се у грчким и римским текстовима тврди да су из »илирскога« језика, нпр. sabaium за неку врсту пива.
Научно проучавање предримских језичних остатака у Илирику почело је крајем 19. и почетком 20. вијека, посебно у радовима бечких индоеврописта Паула Кретшмера и Ханса Крахеа. На њихова се проучавања надовезује и хрватски лингвист Антон Мајер, чије је синтетско дјело о језику Илира објављено у Бечу (1957–1959). Први нараштај илиролога утврдио је да су неки језични остатци у Илирику недвосмислено индоевропског поријекла, па су стога претпоставили да је »илирски« био индоевропски језик (премда је остало нејасно треба ли га сматрати кентрумским, попут латинског, или сатемским, попут албанског). Међутим, некритички су »илирскима« сматрали и језичне споменике венетскога (у сјевероисточној Италији) и месапскога (у Апулији), а предлагали су и »илирске« етимологије топонима на широкоме подручју источне Европе све до Балтика. На тај је начин термин »илирски« изгубио сваки оперативни лингвистички смисао.
Значајан напредак у проучавању илиричких језичних остатака учињен је 1960-их у радовима Радослава Катичића, који је доказао постојање трију различитих именских подручја унутар Илирика: либурнско-сјевернојадранскога, далматско-панонскога и јужнодалматинско-сјеверноалбанскога. Именско је подручје одређено дистрибуцијом антропонима и творбених облика карактеристичних за њ, који се појављују готово искључиво у даном подручју. Три се именска подручја у Илирику приближно подударају с подручјима трију великих народа која су ондје живјела у античко доба (Либурни, Далмати и тзв. Illyrii proprie dicti: »Илири у правом смислу«). У каснијим је истраживањима утврђено да се, у оквиру либурнско-сјевернојадранскога именскога подручја, Истра може издвојити као посебно потподручје, а јединственост далматско-панонскога подручја доведена је под сумњу. До данас је несигурно у којој су мјери у предримско доба именским подручјима Илирика одговарала подручја различитих језика, а самим тиме остаје нејасно и питање о броју и нарави језика који су се говорили прије романизације.

## Сродни језици
- Далматски језик